# Acid teluros
Acidul teluros este un acid anorganic cu formula chimică H2TeO3.